# Kyle Okposo
Kyle Henry Erovre Okposo (Saint Paul, 16 aprile 1988) è un hockeista su ghiaccio statunitense professionista, che gioca nel ruolo d'ala. Dalla stagione 2007-2008 gioca per i New York Islanders, di cui è uno dei capitani. Di origine nigeriana, ha debuttato in NHL il 18 marzo 2008 in una partita contro i Toronto Maple Leafs.

## Palmarès

### Club
- Stanley Cup: 1

Florida Panthers: 2023-2024
- United States Hockey League: 1

Des Moines: 2005-2006
- NCAA Championship (WCHA): 1

Minnesota: 2006-2007

### Individuale
- USHL Rookie of the Year: 1

2005-2006